# آسیاب دارالامان ۲
بقایای آسیاب دارالامان ۲ مربوط به دوره قاجار است و در شهرستان استهبان، بخش مرکزی، ۳/۵ کیلومتری شمال غربی شهر ایج، دامنه غربی کوه بن دره، کنار آثار و بقایای قلعه دارالامان واقع شده و این اثر در تاریخ ۱۸ شهریور ۱۳۸۷ با شمارهٔ ثبت ۲۳۳۹۹ به‌عنوان یکی از آثار ملی ایران به ثبت رسیده است.